# Haploa ochroleuca
Haploa ochroleuca là một loài bướm đêm thuộc phân họ Arctiinae, họ Erebidae.